# 시티버스 (홍콩)

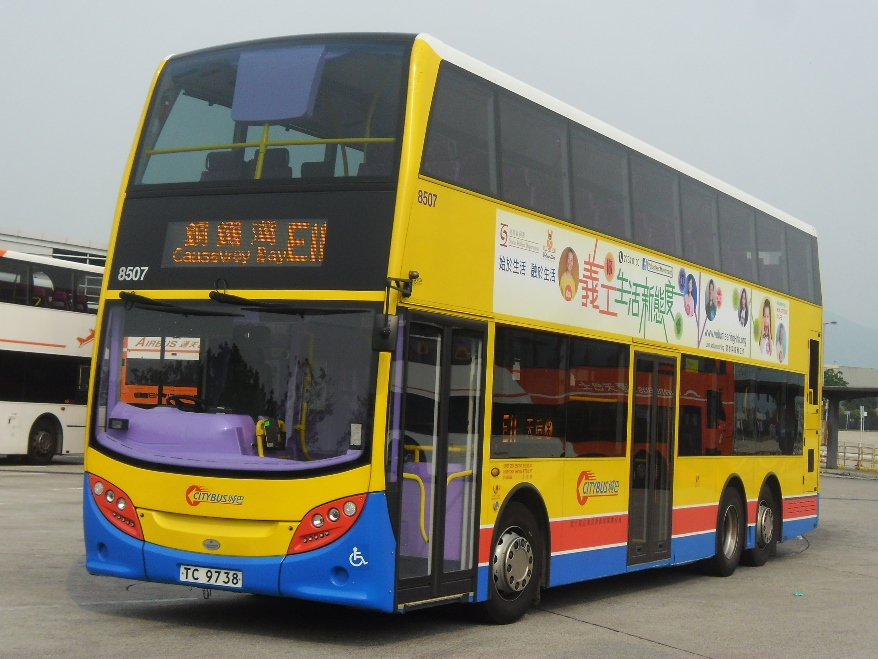
알렉산더 데니스 엔비로 500 MMC

시티버스(중국어: 城巴, 영어: Citybus)는 홍콩의 버스 회사이다. 주로 관광 버스를 운영하고있다. 신세계제일버스와 자매 회사이다.